# رونالدو کونسیسائو
رونالدو کونسیسائو (به پرتغالی: Ronaldo Conceição Silveira) مدافع اهل برزیل است که در شهر Capão da Canoa و در تاریخ ۳ آوریل ۱۹۸۷ به دنیا آمده‌است.
رونالدو کونسیسائو در تیم‌های فوتبال RS Futebol سابقهٔ حضور دارد.